# Serra de Vivers
La Serra de Vivers és una serra situada al municipi de la Vall de Bianya a la comarca de la Garrotxa, amb una elevació màxima de 1.038 metres.